# Бардуков, Алексей Игоревич
Алексей Игоревич Бардуков (род. 18 ноября 1984, Москва, РСФСР, СССР) — российский актёр театра, кино и дубляжа.

## Биография
Алексей Бардуков родился 18 ноября 1984 года в Москве в многодетной рабочей семье. Мама работала укладчицей на заводе, отец — слесарем.
В 2001 году после окончания школы Алексей Бардуков успешно сдал экзамены одновременно в РАТИ, в Театральный институт имени Бориса Щукина и в Школу-студию МХАТ, однако выбрал МХАТ, поскольку курс набирался Константином Райкиным.
Вскоре актёр начал выходить на сцену «Сатирикона», а после окончания школы-студии в 2005 году был принят в труппу театра. В «Сатириконе» участвовал в спектаклях: «Синьор Тодеро Хозяин», «Страна любви», «Доходное место», «Дурочка», «Случай», «Сиротливый Запад», «Синее чудовище» и др. В 2017 году ушёл из театра, но продолжал участвовать в некоторых спектаклях в качестве приглашённого артиста. Вернулся в театр в 2020 году.
В кино Бардуков дебютировал ещё будучи студентом, когда вместе с Кириллом Плетнёвым прошёл конкурс на сериал «Диверсант», в котором он сыграл роль разведчика-диверсанта Леонида Филатова. Он активно снимается в других картинах разных режиссёров, играя героические роли. Так, в боевике «Мираж» Алексей сыграл главную роль Евгения Вольского. Его герой, вместе с персонажем Алексея Чадова спасают на Ближнем Востоке девушек, помогая им бежать от работорговцев. В картине «Бой местного значения» Алексей сыграл младшего лейтенанта, который вместе с группой солдат вынужден противостоять войскам СС.
Одна из известных работ Бардукова — роль в фильме «На игре» по книге «Игры в жизнь» о молодых людях, которым представляется возможность воплотить сюжеты компьютерных игр в реальность.

## Семья
С 2009 по 2017 год был женат на актрисе Анне Старшенбаум (род. 1989). Сын — Иван Бардуков (род. 11 ноября 2011).

## Творчество

### Театральные работы
- 2002 — «Синьор Тодеро Хозяин» по комедии Карло Гольдони. Режиссёр: Роберт Стуруа — музыкант, свидетель
- 2004 — «Страна любви» (драма-игра с музыкой, песнями и танцами) по пьесе «Снегурочка» А. Н. Островского. Режиссёр: Константин Райкин — Дед Мороз
- 2004 — «Доходное место» по комедии А. Н. Островского. Режиссёр: Константин Райкин — Антон Жадов
- 2006 — «Дурочка» фантазия на темы Лопе де Веги и Эразма Роттердамского. Режиссёр: Рузанна Мовсесян — Педро
- 2006 — «Забавный случай» по комедии Карло Гольдони. Режиссёр: Григорий Заславский — Де Лакотри, французский лейтенант
- 2006 — «Сиротливый запад» (перевод с английского Валентина Хитрово-Шмырова) Мартин Макдонах. Режиссёр: Константин Райкин — Вален Коннор
- 2006 — «Азбука артиста» (Так мы учились…), класс-концерт. Режиссёр: Константин Райкин — участник спектакля
- 2008 — «Синее чудовище» (цирк в 2-х частях) по Карло Гоцци. Режиссёр: Константин Райкин — Таэр
- 2020 — «Плутни Скапена» — Скапен, слуга Леандра, плут
- 2023 — «Четыре тирана» — Лунардо, купец

### Фильмография
- 2004 — Диверсант — младший сержант / младший лейтенант / старший лейтенант Леонид Михайлович Филатов
- 2006 — Мёртвое поле — Петров
- 2006 — Сыщики-5 — Валера Дьяков
- 2007 — Диверсант. Конец войны — старший лейтенант / капитан Леонид Михайлович Филатов
- 2007 — Невеста на заказ — Максим
- 2008 — Мираж — Евгений Вольский
- 2008 — Бой местного значения — лейтенант Андрей
- 2008 — Английская клубника / Anglické jahody (Чехия-Украина) — Лебедев
- 2009 — Одну тебя люблю — Володя
- 2009 — На игре — Максим
- 2010 — Найдёныш — Паша Зыков
- 2010 — На игре 2. Новый уровень — Максим
- 2010 — Клуб счастья — Макс
- 2010 — Найдёныш 2 — Паша Зыков
- 2011 — Нелюбимый — Лёва
- 2011 — Лето волков — лейтенант Иван Капелюх
- 2012 — Однажды в Ростове — Юрий Чернов, адъютант Копыльцова
- 2012 — Мосгаз — Алексей Гаркуша
- 2012 — Найдёныш 3 — Паша Зыков
- 2013 — Метро — Денис Истомин
- 2013 — Бомба — Иван Гучков
- 2013 — Красные горы — Илья Рогов
- 2013 — Новая жизнь — Костя
- 2014 — Палач — Алексей Гаркуша
- 2015 — Паук — Алексей Гаркуша
- 2015 — SOS, Дед Мороз, или Всё сбудется! — Лёха
- 2016 — Мурка — Иван
- 2016 — Крыша мира — Ярослав
- 2016 — Шакал — Алексей Гаркуша
- 2017 — Наживка для ангела — Дима
- 2018 — Операция «Сатана» — Алексей Гаркуша, старший лейтенант милиции
- 2019 — Мятеж — Сычёв
- 2019 — Ничья земля — Сергей Поляков
- 2019 — Формула мести — Алексей Гаркуша, старший лейтенант милиции
- 2020 — Диверсант. Крым — старший лейтенант Леонид Михайлович Филатов
- 2020 — Перевал Дятлова — Виктор Шуманов, сержант-разведчик
- 2020 — Подольские курсанты — Афанасий Алёшкин, лейтенант
- 2020 — Катран — Алексей Гаркуша, старший лейтенант милиции
- 2021 — Собор — княжич Андрей Бадарин
- 2021 — Западня — Алексей Гаркуша, старший лейтенант милиции
- 2022 — Диверсант. Идеальный штурм — капитан Леонид Михайлович Филатов
- 2023 — Нюрнберг — Зайцев
- 2023 — Мосгаз. Последнее дело Черкасова — Алексей Гаркуша, капитан милиции, оперуполномоченный отдела убийств МУРа
- 2023 — Хоккейные папы — Андрей
- 2024 — Мосгаз. Метроном — Алексей Гаркуша, капитан милиции, оперуполномоченный отдела убийств МУРа
- 2024 — Корни — Саша, старший лейтенант, друг Касыма
- 2025 — Мосгаз. Розыгрыш — Алексей Гаркуша, капитан милиции, оперуполномоченный отдела убийств МУРа
- 2025 — Значит, нам туда дорога — Сергей Филимонов / Филин

### Телеспектакли
- 2007 — Синьор Тодеро хозяин — свидетель

### Дубляж
- 2016 — Отряд самоубийц — Джи Кью Эдвардс (Скотт Иствуд)
- 2016 — Аисты — Джуниор (Энди Сэмберг)